# ريد فولي
كلايد جوليان فولي (بالإنجليزية: Red Foley) (17 يونيو 1910 – 19 سبتمبر 1968) المعروف باسمه الفني ريد فولي، هو مغني وموسيقي وشخصية إذاعية وتلفزيونية أمريكي راحل كانت له إسهامات كبيرة في انتشار موسيقى الكانتري بعد الحرب العالمية الثانية.
كان فولي أحد أكبر نجوم موسيقى الكانتري لأكثر من عقدين من الزمن، وباع أكثر من 25 مليون اسطوانة. وكانت أغنيته «سلام في الوادي» Peace in the Valley من عام 1951 من أوائل الأغاني الدينية التي بيع منها أكثر من مليون اسطوانة. كان فولي من أقدم أعضاء غراند أول أوبري واستمر به حتى وفاته، كما استضاف أيضا أول برنامج موسيقى كانتري شعبي على شبكة تلفزيونية، وهو أوزارك جوبيلي بين عامي 1955-1960.
أدخل فولي في قاعة مشاهير موسيقى الريف، والتي وصفته بأنه «أحد أكثر الفنانين تنوعا وحركة على الإطلاق» و «له تأثير ضخم خلال السنوات التكوينية لموسيقى الكانتري المعاصرة».

## السيرة
ولد فولي 17 يونيو 1910 في مزرعة مساحتها 24 فدان (9.7 هكتار) في بلو ليك، كنتاكي، ونشأ قرب مدينة بيريا، وكان يلقب «ريد» بسبب شعره الأحمر. ولد كلايد في عائلة موسيقية، وفي سن التاسعة كان يقيم الحفلات المرتجلة في متجر والده، وعزف على الهارب الفرنسي والبيانو، والبانجو، والترومبون، والهارمونيكا والإيتار. في سن السابعة عشرة فاز بالجائزة الأولى في برنامج مواهب على مستوى الولاية. تخرج كلايد من مدرسة بيريا الثانوية، وعمل بعد ذلك كمرشد في عرض بدولارين ومغني في مسرح في كوفينجتون، كنتاكي.

### بداياته في الراديو والتسجيل
في عام 1930، عندما كان فولي طالبا في كلية جورج تاون، تم اختياره من قبل كشاف مواهب من محطة WLS-AM في شيكاغو ليغني مع فريق كمبرلاند ريدج رانرز، وهي الفرقة الرئيسية في برنامج ناشيونال بارن دانس. وأصدر أغنيته الأولى Life is Good Enough for Me وأصدرت في يونيو 1933 على علامة ميلوتون. في عام 1937 عاد إلى كنتاكي مع المنتج جون لير للمساعدة في إنشاء مسرح برنامج «رنفرو فالي بارن دانس» قرب ماونت فيرنون في عام 1939، حيث غنى كل شيء من الأغاني القصصبة إلى البوغي ووغي والبلوز. في أواخر عام 1939، أصبح فولي أول فنان كانتري يقدم برنامج على شبكة إذاعية، وهو «أفالون تايم» على إن بي سي (شارك في تقديمه ريد سكيلتون)، كما غنى في المسارح والنوادي والمعارض. ثم عاد إلى ناشيونال بارن دانس لسبع سنوات أخرى.
في عام 1941، مثل فولي في أول فيلمين شارك بهما، ولعب دور نفسه مع تيكس ريتر في فيلم الويسترن، الرواد، كما وقع عقدا مدى الحياة مع ديكا ريكوردز. كما أصدر في نفس السنة أغنيته الشهيرة «أولد شيب»، والتي ألفها آرثر ويليس في عام 1933. أصبحت الأغنية من كلاسيكيات موسيقى الكانتري، وسجلها العديد من الفنانين مثل هانك سنو وإلفيس بريسلي. وفي عام 1944 أصدر أغنيته الوطنية والمثيرة للجدل «دخان على الماء» Smoke On The Water، وتصدرت قائمة أغاني الكانتري لثلاثة عشر أسبوعا متتاليا، ويوم 17 يناير 1945، وكان فولي أول فنان كانتري يسجل أغانيه في ناشفيل، تينيسي. حيث سجل خلال الجلسة في محطة WSM-AM استوديو ب أغاني Tennessee Saturday Night، Blues in the Heart، Tennessee Border. وأصبح معروفا بأغاني مثل «موت فلويد كولينز» The Death of Floyd Collins و «غرق التيتانيك» The Sinking of the Titanic. وانتقل إلى ناشفيل في عام 1946، وكان لفترة وجيزة عضوا في فريق براونز فيري فور، وسجل أغاني Jesus Hold My Hand و I'll Meet You in the Morning.

### مستر كانتري ميوزيك
في أبريل 1946، وقع فولي عقدا ليعمل كمدير التشريفات ومغني على برنامج الأمير ألبرت، وهي فقرة من برنامج غراند أول أوبري نقلته إذاعة إن بي سي. وخلال السنوات الثماني المقبلة فرض فولي نفسه كفنان ذا تنوع في الأسلوب. وكانت لشعبيته الفضل في جعل أوبري أهم برنامج إذاعي لموسيقى الكانتري في أميركا. في عام 1949، وكان فولي ضمن جولة أوبري الأوروبية الأولى، وزار القواعد العسكرية الأمريكية في إنجلترا وألمانيا الغربية وجزر الأزور، مع رود براسفيلد، روي أكوف، ميني بيرل، ليتل جيمي ديكنز، هانك وليامز وغيرهم.
بدأ فولي التسجيل مع فرقته، كمبرلاند فالي بويز، في عام 1947. وسجلت سبعة أغاني احتلت المراكز الخمسة الأولى على قائمة بيلبورد خلال العامين التاليين، بما في ذلك أغنية New Jolie Blonde (New Pretty Blonde) التي تصدرت قائمة بيلبورد لأغاني الكانتري (وهي تقليد لأغنية مون موليكان الناجحة)، وأغنية Tennessee Saturday Night عام 1948. وفي عام 1950، أصدر ثلاثة أغاني بيع منها أكثر من مليون نسخة: Just a Closer Walk with Thee ، Steal Away (والتي سجلها هانك وليامز باسم "The Funeral")، والأغنية التي أصبحت علامته المميزة، Chattanoogie Shoe Shine Boy. وضمت عازف الجيتار غرايدي مارتن، وتجاوز نجاحها جمهور الكانتري إلى جمهور البوب وتصدرت قائمة بيلبورد لأغاني البوب.
في أبريل 1951، اشترك فولي في جلسة تسجيل لمدة يومين مع فرقة الأخوات أندروز الشعبية، على أمل تكرار النجاحات السابقة التي قدمتها الأخوات في تعاونهن مع بورل آيفز عام 1947 وإرنست تاب في عام 1949، وحققن النجاح في عالم الموسيقى الشعبية والكانتري. رغم أن الأغاني لم تكن بذات الشعبية، فقد تم عرضها في العديد من الإذاعات الريفية. كما قدم ثنائيا مع باتي أندروز بأغنيتين دينيتين: It Is No Secret (What God Can Do) و He Bought My Soul at Calvary.
في عام 1951، انتحرت جودي مارتن، زوجة فولي الثانية. قرر فولي أن يخفف من جدول أعماله ليكرس المزيد من الوقت لعائلته في ناشفيل، ولكنه استمر بإصدار الأغاني بمجموعة متنوعة من الأساليب، بما في ذلك الروكابيلي والريذم أند البلوز. في عام 1951 سجل أغنية Peace in the Valley، وكانت إحدى أوائل الأغاني الدينية التي بيع منها مليون نسخة.
تولى جيم ماكونيل وداب ألبريتون إدارة أعمال فولي. ابتداء من عام 1951، بدأ فولي بتقديم «برنامج ريد فولي» بعد ظهر أيام السبت على راديو بي سي من ناشفيل (وانتقل إلى راديو ABC وسبرينغفيلد، ميسوري من عام 1956 إلى 1961) برعاية شركة داو كيميكال. في 21 نوفمبر 1953، كان أحد ثمانية مطربين كانتري كرمتهم مجلة بيلبورد.
لم يفقد فولي حبه لموسيقى الكانتري، وعلى عكس إدي أرنولد، لم يسع قط للنجاح كمغني بوب، رغم أن العديد من أغانيه تجاوزت قوائم الكانتري إلى قوائم البوب. وشملت أغانيه الناجحة الأخرى Sugarfoot Rag، Cincinnati Dancing Pig و Birmingham Bounce، التي تصدرت قامة أغاني الكانتري لمدة 14 أسبوعا. كما سجل دويتو مع كيتي ويلز بعنوان One By One، والتي تصدرت القائمة عام 1954. وسجل العديد من الثنائيات أيضا مع إرنست تاب (الذي حافظ معه على سيناريو عداء خيالي على الراديو)، ديكسي دونز، أنيتا كير، روزيتا ثارب، ايفلين نايت وأوركسترا لورانس ويلك. اشتهر فولي في ذلك الوقت بلقب مستر كانتري ميوزيك، ووصفه النقاد بأنه «بينغ كروسبي الريفي».

### مسيرته التلفزيونية
بعد عدة سنوات من شبه التقاعد، انتقل فولي إلى سبرينغفيلد، ميسوري في يوليو 1954 بعد أقنعه المنتج ساي سيمان بأن يستضيف برنامج أوزارك جوبيلي على محطة أي بي سي. ووافق فولي على تقديم البرنامج مقابل زجاجة جاك دانيلز في فندق أندرو جاكسون في ناشفيل، تينيسي. عانى فولي من إدمان الكحول،  وذكرت ماكسين براون (من فريق براونز) «كان هذا السر محفوظا بين جميع الفنانين لأننا كنا نحبه كثيرا».
في عام 1955، كرمه مجلس أوكلاهوما التشريعي على «مساهمته بتواضع واحترام لجعل الموسيقى جزءا لا يتجزأ في قلب الشعب الأمريكي». وفي نفس العام، كان له الفضل في اكتشاف بريندا لي التي كان عمرها وقتها 11 عاما، وأصبحت وجودها ثابتا على البرنامج. وفي حلقة 4 أكتوبر 1956، قدم له المسؤولون ديكا الاسطوانة الذهبية عن أغنيته Peace in the Valley. استمر عرض البرنامج لست سنوات وعزز من شهرة فولي، ولكن تم إلغاءه بعد أن وجهت له تهم التهرب من ضريبة الدخل الاتحادية في عام 1960. انتهت محاكمته الأولى بحكم معلق، ولكن تمت تبرئته بسرعة في 23 أبريل 1961.
سجل فولي عددا من الأغاني بين عامي 1954 و 1955 لصالح شركة راديو أوزارك في سبرينغفيلد مع فرقته المؤلفة من تومي جاكسون على الكمان، غرايدي مارتن على الإيتار، باد آيزاكز على الجيتار الفولاذي، عازف الجيتار جيمي سيلف، بوب مور على الباس وبيلي بيرك على الأكورديون.
في 25 أبريل 1956، ظهر في برنامج الحفلة التنكرية على محطة أيه بي سي بدور ذات الرداء الأحمر، كما ظهر في اليوم التالي كضيف في برنامج Strike It Rich على محطة سي بي إس. وظهر في برنامج The Pat Boone Chevy Showroom على أيه بي سي، والذي قدمه صهره بات بون. في 22 فبراير 1960، ظهر في برنامج الليلة مع جاك بار. وفي صيف عام 1961، ظهر فولي مرتين على برنامج Five Star Jubilee في محطة إن بي سي. انتقل إلى لوس انجليس ولعب دور العم كوتر في المسلسل الكوميدي السيد سميث يذهب إلى واشنطن بين عامي 1962-1963 على محطة أيه بي سي. في عام 1963، عاد إلى ناشفيل ليغني على غراند أول أوبري. ظهر في الفيلم الموسيقي Sing a Song, for Heaven's Sake عام 1966، وكان ضيفا على برنامج جوي بيشوب في 24 أغسطس 1967.
أدخل فولي إلى قاعة مشاهير الموسيقى الريف في عام 1967، وكان أول فنان من كنتاكي ينال هذا الشرف، والتي كرمته كونه «ذا تأثير كبير خلال السنوات التي تشكلت فيها موسيقى الكانتري المعاصرة ويعتبر اليوم أسطورة خالدة».

### وفاته
في 19 سبتمبر 1968، ظهر فولي في عرضين لأوبري في فورت واين، إنديانا برعاية المأمور المحلي  وشمل العرض بيلي ووكر وهانك ويليامز الابن (والذي بلغ عمره وقتها 19 عاما)، وابن صديقه القديم هانك وليامز. ذكر ووكر أنه قبل العرض الثاني، أتى فولي إلى غرفة ووكر وتحدث معه عن إيمانه بالمسيح: قال فولي: «هل تعتقد أن الله قد يغفر لآثم مثلي؟» وبدأ يتحدث عن الأشياء التي قام بها في حياته، وقال ووكر: «إن غفر الله لي، فسيغفر لك أيضا». خرج ريد وغنى أغنيته الأخيرة «سلام في الوادي». أصيب فولي بفشل في الجهاز التنفسي في تلك الليلة ومات في نومه. دفن فولي في مقبرة وودلون التذكارية في ناشفيل.

## أسرته
شقيق فولي الأكبر، كلارنس «كوتن» فولي (1903-1988)، ساهم في إنشاء مهرجان رينفرو فالي بارن دانس في مقاطعة روكاستل، كنتاكي عام 1939.
توفيت زوجته الأولى أكسي بولين كوكس أثناء ولادة ابنتهما بيتي، وتزوج إيفا ألين أوفرستيك يوم 9 أغسطس 1933. عرفت أوفرستيك خلال مسيرتها باسم جودي مارتن، وهي أخت المغنية وكاتبة الأغاني جيني لو كارسون. أنجبت إيفا من ريد ثلاث فتيات هن شيرلي لي، جولي آن، جيني لو. تزوجت شيرلي لي فولي من الممثل والمغني بات بون عام 1953. وأنجبت منه شيريل لين، ليندا لي، لورا جين، ومغني الموسيقى المسيحية ديبي بون. في 17 نوفمبر 1951، انتحرت إيفا بجرعة زائدة من المسكنات. أعلن فولي في 17 ديسمبر 1952 أنه كان قد تزوج سرا من زوجته الثالثة سالي سويت يوم 28 أكتوبر في يوكا، ميسيسيبي. وفي ذاك الربيع قبل تسوية خارج المحكمة مع زوج سويت السابق، فرانك كيلتون، الناشر الموسيقي في ناشفيل، الذي كان قد رفع دعوى عليه في أبريل بقيمة 100,000 دولار بسبب «تنفير المودة».
ابن بيتي فولي هو مغني الكانتري كلايد فولي كومينز. تزوجت بيتي (1933-1990) من بنتلي كومينز في عام 1948، وأنجبا أيضا طفلين آخرين، شارلوت جين وباتريك بنتلي.

## الإرث
كان فولي مصدر إلهام لموسيقى الروك أند رول، ولا سيما جيري لي لويس وإلفيس بريسلي، الذين غنوا العديد من أغانيه.
فولي لديه نجمتان على ممشى المشاهير في هوليوود: واحد لمسيرته التسجيلية في 6225 جادة هوليوود. وواحدة لمسيرته التلفزيونية في 6300 جادة هوليوود. في 10 يونيو 2003، تم نصب لافتة تاريخية في ولاية كنتاكي (رقم 2114) وضعت في مدينة بيريا التي نشأ فيها فولي.
في عام 2002، أدخل فولي في قاعة مشاهير الموسيقى في كنتاكي، حيث وضع غليونه في المعرض. في عام 2006، أدخلت نسخته من أغنية «سلام في الوادي» عام 1951 في قائمة التسجيل في مكتبة الكونغرس.
في عام 1970، أنشأت جامعة بيريا جائزة ريد فولي الموسيقية التذكارية. وتمت بمبادرة من صديقه القديم وزميله ساي سيمان، حيث يتم تقديم جائزة سنوية للموهوبين من طلاب جامعة بيريا تقديرا لمساهماتهم الموسيقية لمجتمع الجامعة. وتهدف لتعزيز الموسيقى المرتبطة بمسيرة فولي، مثل الموسيقى الشعبية والكانتري والدينية.